# Luchthaven Waioti
Luchthaven Waioti is een luchthaven gelegen op het eiland Flores en ligt 3 kilometer ten zuidoosten van de stad Maumere (Flores, Indonesië). Vanaf deze luchthaven vertrekken vluchten naar onder meer Denpasar - Bali (door Merpati) en Timor.

## Luchtvaartmaatschappijen en bestemmingen
- Merpati Nusantara Airlines - Denpasar, Kupang, Labuan Bajo, Makassar
- Pelita Air Service - Kupang, Labuan Bajo, Waingapu
- TransNusa Air Services - Mandiri, Kupang
- Batavia Air - Kupang,Denpasar,Surabaya